# Pyrrhoglossum holocrocinum
Pyrrhoglossum holocrocinum är en svampart som först beskrevs av Miles Joseph Berkeley, och fick sitt nu gällande namn av Rolf Singer 1955. Pyrrhoglossum holocrocinum ingår i släktet Pyrrhoglossum och familjen spindlingar.   Inga underarter finns listade i Catalogue of Life.